# Alsó-Bajorország
Alsó-Bajorország (németül: Niederbayern) (kormányzati) kerület Bajorországban, 1 247 7063lakossal (2020). A kerület székhelye Landshut.

## Kerületrészek

### Járási jogú városok
1. Landshut
2. Passau
3. Straubing

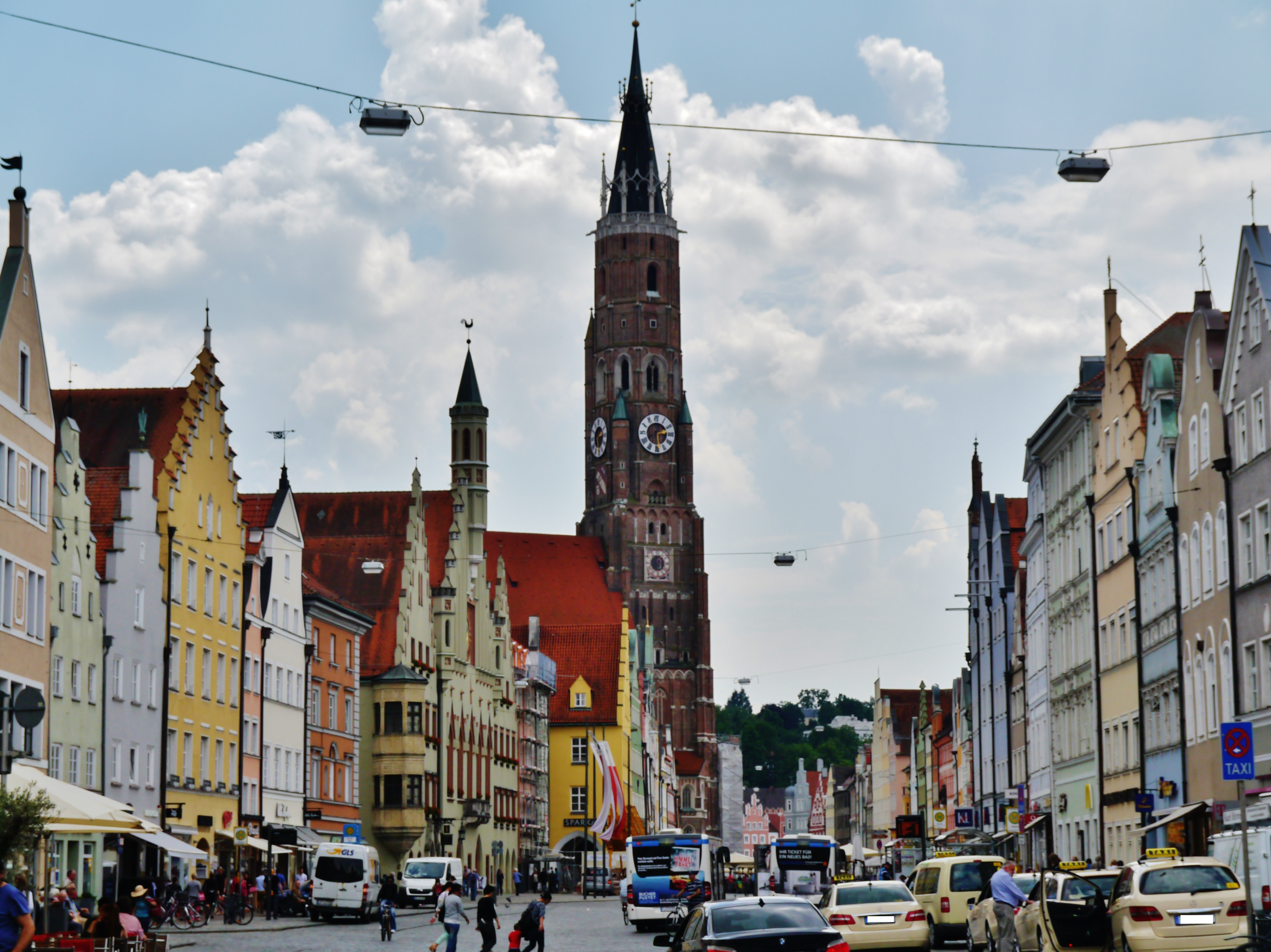
Landshut
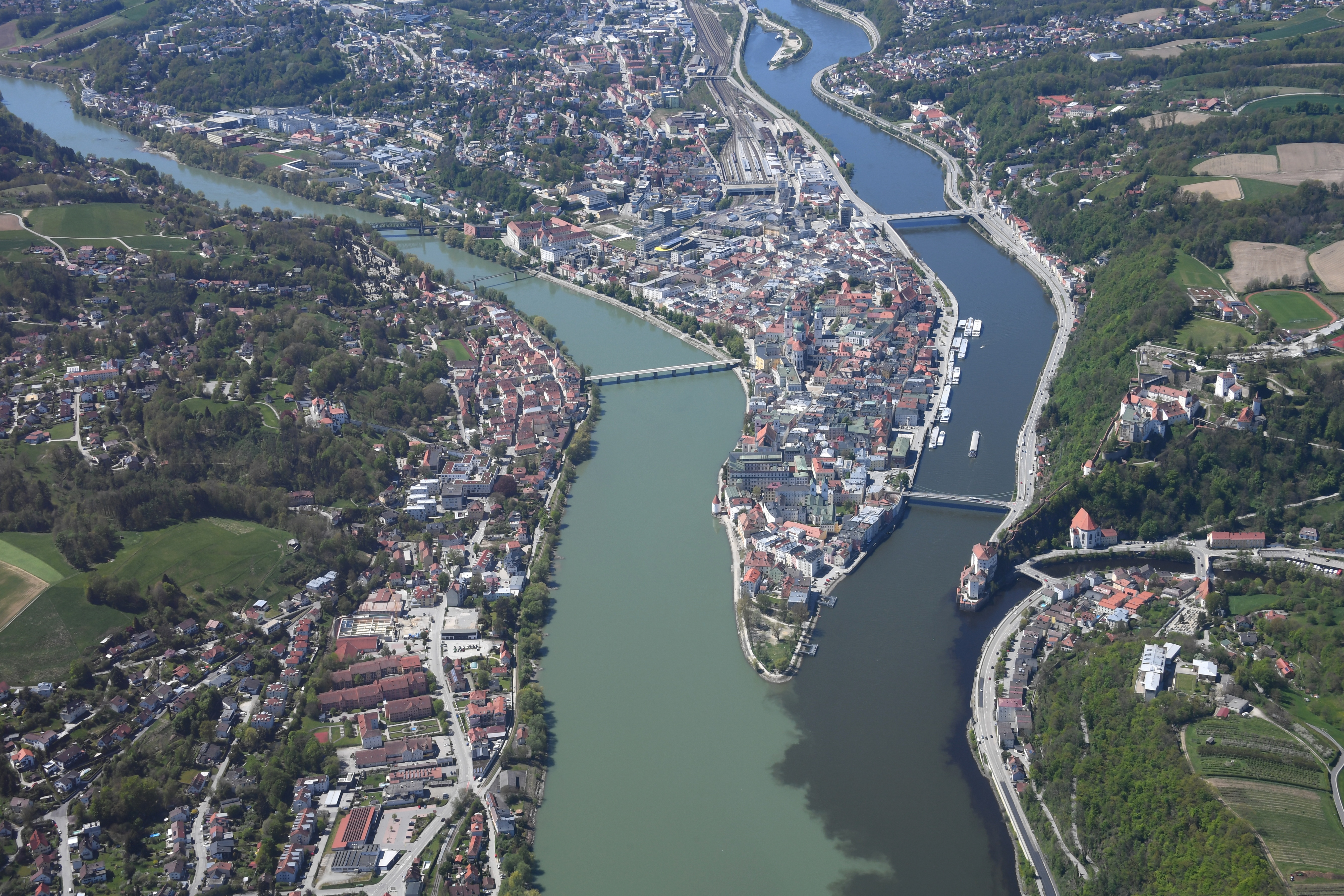
Passau
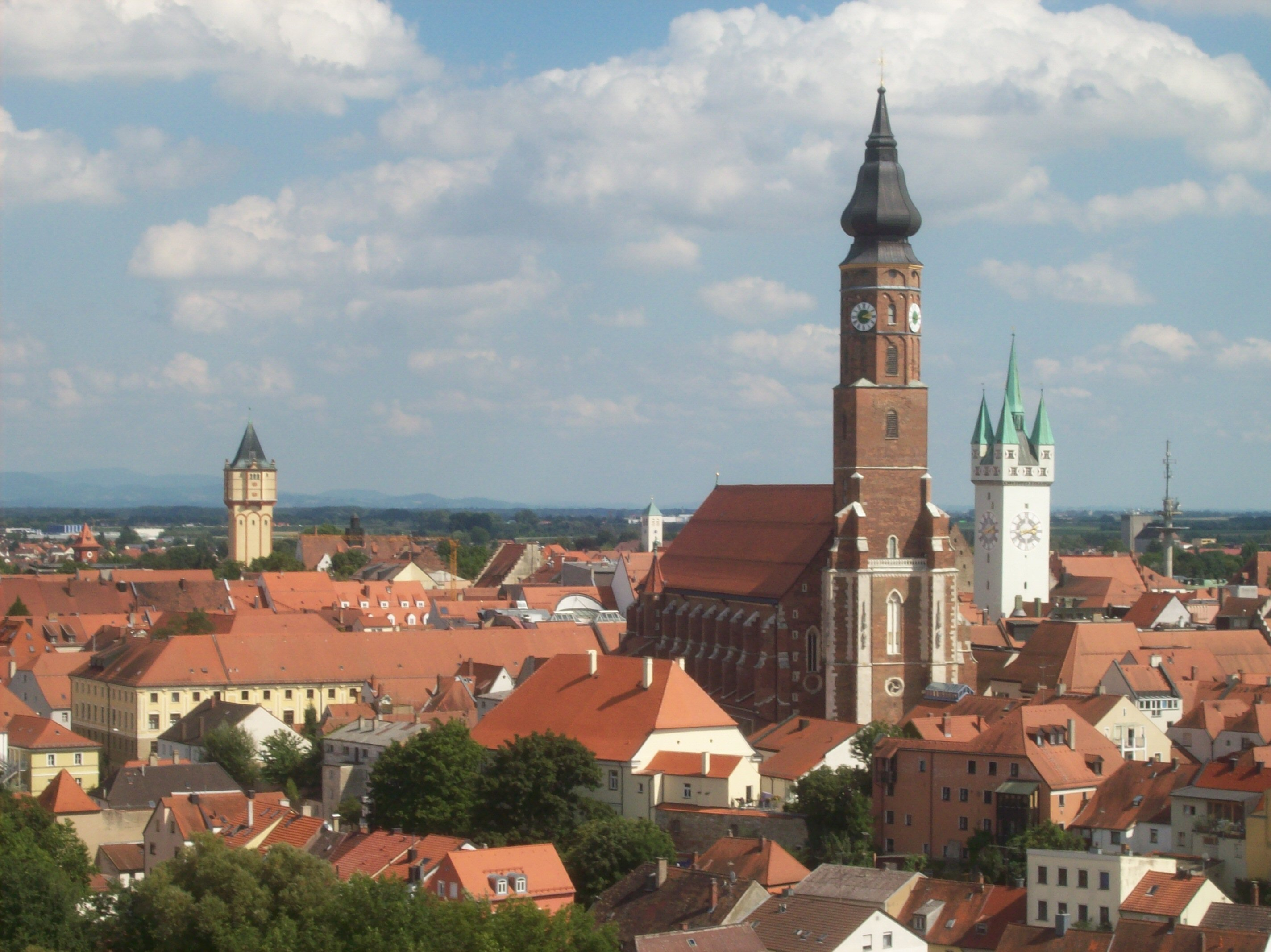
Straubing

### Járások
- Deggendorf járás
- Dingolfing-Landau járás
- Freyung-Grafenau járás
- Kelheim járás
- Landshut járás
- Passau járás
- Regen járás
- Rottal-Inn járás
- Straubing-Bogen járás

## Külső hivatkozások
- Offizielle Website des Bezirks Niederbayern
- Regierung von Niederbayern
- Niederbayern-Portal